# Декшарская волость
Декшарская волость (латыш. Dekšāres pagasts, ранее Dekšāru pagasts) — одна из трёх волостей Резекненского края Латвии. С 2009 по 2021 год входила в состав упразднённого ныне Вилянского края.

## География
Находится в северной части края. Около 43 % волости занимают леса.
На севере граничит с Нагльской волостью, на востоке — с Рикавской и Вилянской волостями, на юге — с Силюкалнской волостью, на западе — с городом Варакляны и Вараклянской волостью.

## Население
По данным переписи населения Латвии 2011 года, из 792 жителей Декшарской волости латыши составили  89,90 % (712 чел.), русские —  8,71 % (69 чел.).

## Транспорт
По территории волости проходит автодорога A12 Екабпилс — Резекне — Лудза — Зилупе и железнодорожная линия Крустпилс — Резекне II.